# Вајт Хол (Арканзас)
Вајт Хол (енгл. White Hall) град је у америчкој савезној држави Арканзас.

## Демографија
По попису из 2010. године број становника је 5.526, што је 794 (16,8%) становника више него 2000. године.
| Група             | 2000.         | 2010.         |
| Белци             | 4.345 (91,8%) | 4.584 (83,0%) |
| Афроамериканци    | 220 (4,6%)    | 586 (10,6%)   |
| Азијати           | 62 (1,3%)     | 211 (3,8%)    |
| Хиспаноамериканци | 49 (1,0%)     | 78 (1,4%)     |
| Укупно            | 4.732         | 5.526         |